# Taylan Antalyalı
Taylan Antalyalı (Yatağan, 8 gennaio 1995) è un calciatore turco, centrocampista del Bodrum, in prestito dal Galatasaray.

## Carriera
Nella stagione 2018-2019 gioca 27 partite nella prima divisione turca con l'Erzurumspor FK; il 2 settembre 2019 passa al Galatasaray, sempre in prima divisione.